# 한국어세계화재단
한국어세계화재단은 국어진흥 및 한국어 세계화 진흥․보급하기 위하여 2001년 1월 13일 설립된 문화체육관광부 소관의 재단법인이다. 사무실은 서울시 강서구 방화 3동 827에 있다.

## 주요 사업
- 국내외의 한국어진흥 및 보급에 관한 사업
- 외국인을 대상으로 한 한국어 교육에 관한 사업
- 한국어 진흥에 관한 조사연구
- 한국어 진흥을 위한 수탁 사업